# 十五年戦争
十五年戦争（じゅうごねんせんそう）とは、1931年（昭和6年）9月18日の柳条湖事件勃発から1945年（昭和20年）のポツダム宣言受諾（日本の降伏）までの足掛け15年（実質13年11カ月）にわたる日本の対外戦争、満洲事変、日中戦争、太平洋戦争の全期間を一括する呼称のこと。中国では、2017年1月に教育省がそれまで使っていた日中戦争勃発からを意味した「8年抗戦」の言葉に代えて、教科書等で満州事変を含めた「十四年抗戦」の呼称を使うよう通達している。

## 概要
「十五年戦争」の呼称は、哲学者の鶴見俊輔が1956年（昭和31年）に「知識人の戦争責任」（『中央公論』1956年1月号）のなかで使用したのが最初とされ、1960年半ば以降、一部で使用されるようになり、1980年代に江口圭一が広めるのに大きな役割を果たした。その後、1980年代半ば、中国近代史研究者の副島昭一と日本現代史研究者の木坂順一郎が相次いでアジア・太平洋戦争の名称を提唱、こちらの使用も増加した。

## 段階
鶴見俊輔は、
1. 満洲事変：1931年（昭和6年）9月18日 〜
2. 日中戦争：1937年（昭和12年）7月7日 〜
3. 太平洋戦争：1941年（昭和16年）12月8日 〜

の三段階に分けている。
江口圭一は、著書『十五年戦争小史』で、
第一段階を1931年（昭和6年）9月18日以降の柳条湖事件を発端とする満洲事変
第二段階を1937年（昭和12年）7月7日の盧溝橋事件を発端とする日中戦争または日中全面戦争
第三段階を1941年（昭和16年）12月8日の真珠湾攻撃・マレー作戦を発端とするアジア・太平洋戦争
とし、さらに第一段階を1933年（昭和8年）5月31日の塘沽停戦協定を境に狭義の満洲事変と華北分離という二つの小段階に区分している。また、満洲事変からアジア・太平洋戦争下の中国戦線を含む「広義の」日中戦争と、盧溝橋事件からアジア・太平洋戦争開始までの「狭義の」日中戦争とに言及している。

## 反論、異論、評価
日本の対外膨張戦略の連続性を重視する歴史認識に基づく名称であるが、この連続史観への反論もあり、満洲事変から盧溝橋事件までの4年間は大規模な軍事行動が行われていないことや、満洲事変はそれまでのヴェルサイユ体制の終わりであって、満洲事変〜日中戦争〜太平洋戦争を一体のものとみなすことには批判もある。また、正味13年11か月を15年とすることへの異論もある。
このほか、ペリー来航から大東亜戦争（太平洋戦争）までをアジアに侵略してきた白人勢力に対する日本の反撃として一体のものとする林房雄の「東亜百年戦争」、日清戦争から太平洋戦争までを一体のものとする本多勝一の「50年戦争」といった見解・呼称があり、猪木正道は、近代化に成功した日本が軍国主義化をすすめた展開を日清戦争から日中戦争までとみなしている。江口圭一は、日露戦争から太平洋戦争直前までの期間を、
1. 日露戦争から第一次世界大戦まで（1905 - 1918年）の14年間
2. 1919 - 1931年の満洲事変までの12年間
3. 1931年の満洲事変開始から1941年の対英米戦争までの11年間

の三つの時期に区分している。